# Classe Churruca (Gearing)
Appartenenti alla Classe Gearing, i cinque cacciatorpediniere della Classe D-60 furono acquistati dalla Armada Española negli anni settanta del XX secolo. Conosciuti presso l'Armada con il soprannome di "los ciegos de la once", in riferimento alla loro dotazione elettronica e all'appartenenza alla 11ª Escuadrilla de Escoltas.

## Storia

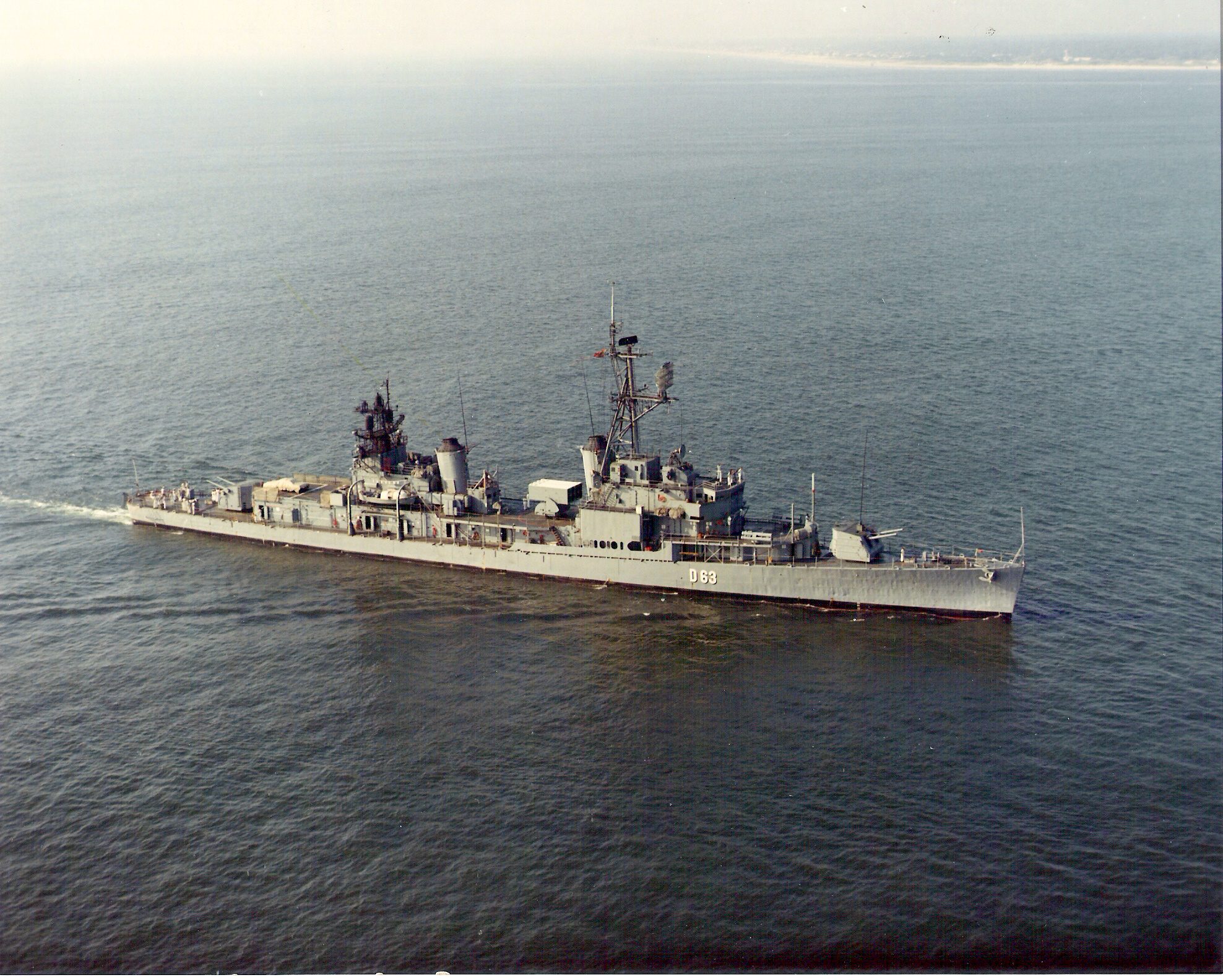
Il cacciatorpediniere spagnolo D-63 Méndez Nuñez.

A partire dai primi anni settanta del XX secolo il governo spagnolo, allora retto da Francisco Franco, diede il via ad un piano di potenziamento della marina militare con l'acquisto di alcuni cacciatorpediniere statunitensi Classe Gearing provenienti dal "surplus" dell'United States Navy.
La prima unità della classe, il D-61 Churruca, fu trasferita alla Marina spagnola il 31 agosto 1972 sulla base navale di Norfolk, Virginia, mentre la seconda, denominata D-62 Gravina, era già stata consegnata il 13 giugno dello stesso anno. Le due unità, dotate di armamento basato su quattro pezzi MK-38 da 127/38 mm, 1 LM a 8 celle per missili superficie-profondità RUR-5A ASROC, 2 impianti tripli per tubi lanciasiluri antisommergibili Mk 32 da 324 mm, e ponte di volo per elicottero, andarono a costituire la 11ª Escuadrilla de Escoltas. Nel 1975, alla caduta del franchismo, i due cacciatorpediniere furono ufficialmente acquistati dalla Spagna.
Il 31 ottobre 1973 furono consegnate tre nuove unità, il D-63 Méndez Núñez, il D-64 Lángara e il D-65 Blas de Lezo. Quest'ultima unità non disponeva del sistema ASROC ed aveva un armamento su sei pezzi da 127/38 mm e 2 impianti tripli per tubi lanciasiluri antisommergibili Mk 32 posizionati nella parte centrale dello scafo.
Nel novembre 1975 le navi furono rischierate al largo del Sahara Occidentale spagnolo nel tentativo di contrastare la Marcia verde voluta dal sultano del Marocco Hassan II che portò poi all'annessione della colonia spagnola. Alcune navi presero parte alle operazioni di evacuazione della colonia (Operazione "Rondine"). 
Nel corso del 1978 il D-61 Churruca partecipò ad esercitazioni congiunte con la 6ª Flotta americana, e con l'introduzione in servizio di navi più moderne eseguì missioni di pattugliamento nella Zona Marittima del Mar Cantabrico per numerosi anni, venendo definitivamente radiato dal servizio il 15 settembre 1889. Prescelto per essere affondato come nave bersaglio, il 12 dicembre 1991 fu oggetto di numerosi attacchi aerei portati dal gruppo di volo della portaerei R-11 Príncipe de Asturias 100 miglia ad ovest dell'arcipelago delle isole Canarie. Colpito da numerose bombe Mk. 8, razzi, proiettili e missili il cacciatorpediniere Churruca affondò su un fondale di 4 500 metri.
Con la progressiva radiazione della unità della classe l'11ª Escuadrilla de Escoltas fu ufficialmente disciolta il 2 settembre 1991. L'ultima nave, il D-63 Méndez Núñez, venne radiata dal servizio il 3 aprile 1992.

## Navi della classe
| Nome              | Arsenale                          | Servizio                         | Storia | Fine |
| ----------------- | --------------------------------- | -------------------------------- | --- | --- |
| D-61 Churruca     | Federal SB, Kearny, New Jersey    | 31 agosto 1972-15 settembre 1989 | Ex cacciatorpediniere DE-549 Eugene A. Greene, fu consegnata con armamento su quattro pezzi da 127/28 mm, 2 lanciasiluri tripli Mk-32 per siluri ASW Mk 44 o Mk 46, 1 lanciatore a otto celle per missili -superficie-profondità RUR-5A ASROC, e ponte di volo ed hangar per 1 elicottero leggero Hughes 500M. | Fu affondato come nave bersaglio dal gruppo di volo della R-11 Principe de Asturias il 12 dicembre 1991 a 100 miglia ad ovest dell'arcipelago delle Canarie. |
| D-62 Gravina      | Consolidated Steel, Orange, Texas | 13 giugno 1972-30 settembre 1991 | Ex cacciatorpediniere DDR-882 Furse Gearing FRAM I, consegnato con lo stesso armamento del precedente. | Radiato nel settembre 1991, fu demolito a partire dallo stesso anno.                                                                                         |
| D-63 Méndez Núñez | Consolidated Steel, Orange, Texas | 31 ottobre 1973-3 aprile 1992    | Ex cacciatorpediniere DD-889 O'Hare appartenente alla serie Gearing FRAM I, consegnato con il lanciatore ASROC. | Radiato dal servizio nel 1992, fu demolito poco dopo. |
| D-64 Langara      | Consolidated Steel, Orange, Texas | 31 ottobre 1973-29 novembre 1991 | Ex cacciatorpediniere DDR-879 Leary, appartenente alla serie Gearing FRAM I, consegnato con lanciatore ASROC | Demolito a partire dal 1994. |
| D-65 Blas de Lezo | Bath Iron Works, Bath, Maine      | 31 ottobre 1973-17 maggio 1991   | Ex cacciatorpediniere DD-841 Noa appartenente alla serie Gearing FRAM I, ebbe armamento modificato rispetto alle altre unità. | Radiato definitivamente nel 1991, fu demolito poco tempo dopo.                                                                                               |

### Annotazioni
1. ↑  Tutti e tre i cacciatorpediniere furono ufficialmente acquistati dal governo spagnolo il 17 maggio 1978.

### Fonti
1. ↑  Avery 1992, p. 88.
2. ↑  Chant 2014, p. 234.
3. ↑  Chant 2014, p. 235.
4. 1 2  Avery 1992, p. 89.
5. 1 2 3  Chant 2014, p. 233.